# Hiermont
Hiermont est une commune française située dans le département de la Somme, en région Hauts-de-France.

## Géographie

### Localisation
Hiermont est un village picard du Ponthieu. 
Limitrophe d'Auxi-le-Château, la localité est située à 9 km au nord ouest de Bernaville, 19 km à l'ouest de Doullens, 20 km au nord-est d'Abbeville, 20 km au sud d'Hesdin-la-Forêt et à 37 km au nord d'Amiens à vol d'oiseau.
Le territoire de la commune est limitrophe de ceux de quatre communes.
Les communes limitrophes sont  Auxi-le-Château, Bernâtre, Conteville et Maison-Ponthieu.

### Hydrographie
La commune est située dans le bassin Artois-Picardie. Elle n'est drainée par aucun cours d'eau.

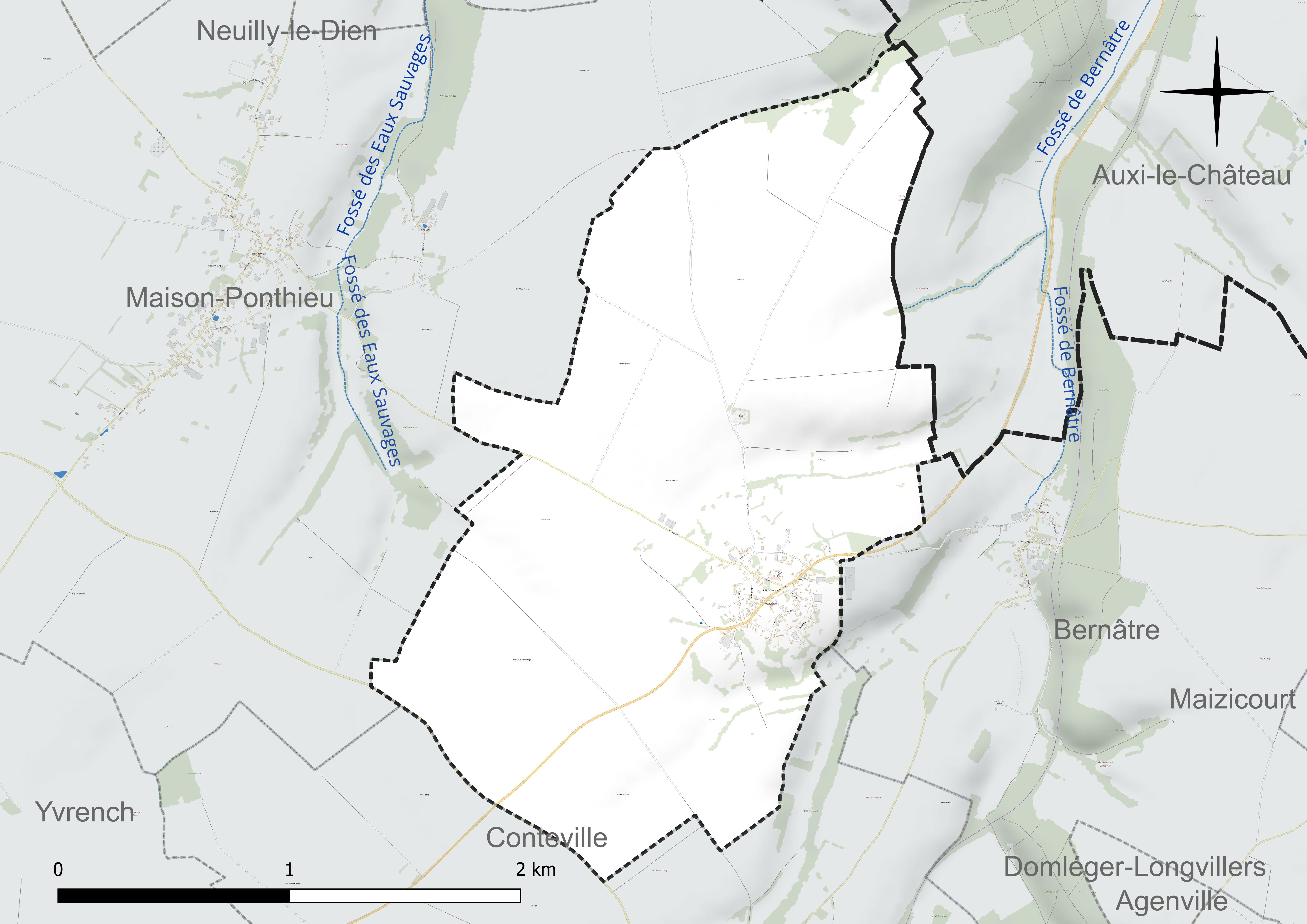
Réseau hydrographique de Hiermont.

### Climat
Pour des articles plus généraux, voir Climat des Hauts-de-France et Climat de la Somme.
En 2010, le climat de la commune est de type climat océanique altéré, selon une étude du CNRS s'appuyant sur une série de données couvrant la période 1971-2000. En 2020, Météo-France publie une typologie des climats de la France métropolitaine dans laquelle la commune est exposée à un climat océanique et est dans la région climatique Côtes de la Manche orientale, caractérisée par un faible ensoleillement (1 550 h/an) ; forte humidité de l'air (plus de 20 h/jour avec humidité relative > 80 % en hiver), vents forts fréquents.
Pour la période 1971-2000, la température annuelle moyenne est de 10,3 °C, avec une amplitude thermique annuelle de 13,1 °C. Le cumul annuel moyen de précipitations est de 850 mm, avec 12,8 jours de précipitations en janvier et 9,1 jours en juillet. Pour la période 1991-2020, la température moyenne annuelle observée sur la station météorologique la plus proche, située sur la commune de Bernaville à 9 km à vol d'oiseau, est de 10,4 °C et le cumul annuel moyen de précipitations est de 877,3 mm,. Pour l'avenir, les paramètres climatiques de la commune estimés pour 2050 selon différents scénarios d'émission de gaz à effet de serre sont consultables sur un site dédié publié par Météo-France en novembre 2022.

## Urbanisme

### Typologie
Au 1er janvier 2024, Hiermont est catégorisée commune rurale à habitat dispersé, selon la nouvelle grille communale de densité à sept niveaux définie par l'Insee en 2022.
Elle est située hors unité urbaine. Par ailleurs la commune fait partie de l'aire d'attraction d'Abbeville, dont elle est une commune de la couronne,. Cette aire, qui regroupe 73 communes, est catégorisée dans les aires de 50 000 à moins de 200 000 habitants,.

### Occupation des sols
L'occupation des sols de la commune, telle qu'elle ressort de la base de données européenne d'occupation biophysique des sols Corine Land Cover (CLC), est marquée par l'importance des territoires agricoles (93,8 % en 2018), une proportion identique à celle de 1990 (93,8 %). La répartition détaillée en 2018 est la suivante : 
terres arables (79,2 %), prairies (14,6 %), zones urbanisées (5,2 %), forêts (1,1 %). L'évolution de l'occupation des sols de la commune et de ses infrastructures peut être observée sur les différentes représentations cartographiques du territoire : la carte de Cassini (XVIIIe siècle), la carte d'état-major (1820-1866) et les cartes ou photos aériennes de l'IGN pour la période actuelle (1950 à aujourd'hui).

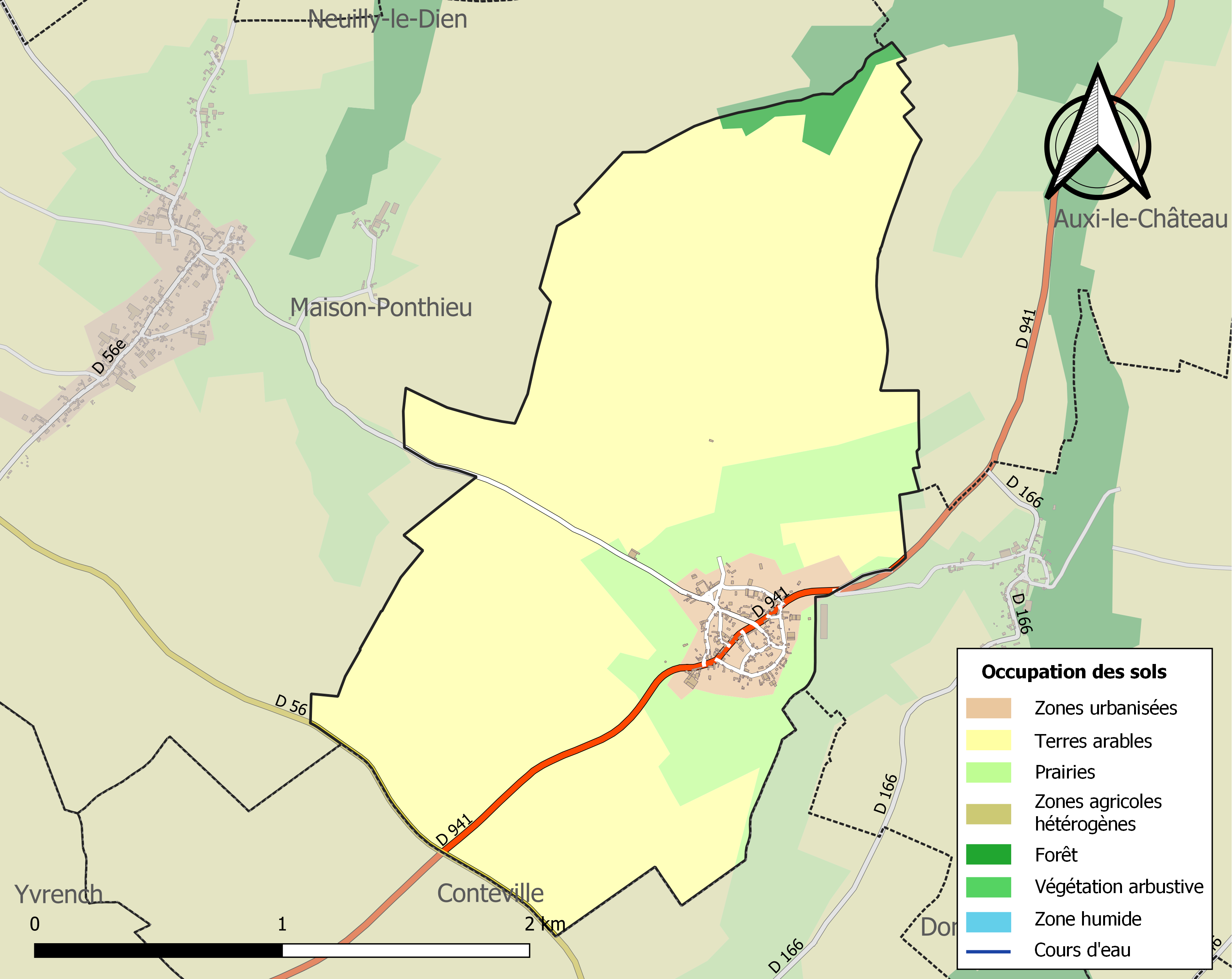
Carte des infrastructures et de l'occupation des sols de la commune en 2018 (CLC).

### Voies de communication et transports
La localité est desservie par les lignes de bus du réseau Trans'80, chaque jour de la semaine, sauf le dimanche.

## Toponymie
Le nom de la localité est attesté sous les formes Hiermont en 1185 ; Hiurmont en 1220 ; Wiermont en 1221 ; Heuremont en 1239; Viermont en 1258 ; Sacermons… Hurrimermont… ; Huiermont entre 1300 et 1323 ; Hiermons en 1585 ; Hivermont en 1648 ; Hyermont en 1757 ; Hermont en 1787 ; Hiermond entre 1824 et 1843.

## Histoire
- Des vestiges préhistoriques et antiques ont été découverts dans le village.
- Ancienne ville fortifiée appelée Mont-Sacré, le village reçut une charte communale en 1192.
- Au Moyen Âge, Hiermont a été un bourg important avec deux châteaux, une maladrerie, un hôpital, des halles, un franc marché, une foire et une enceinte fortifiée[19].
- Un des châteaux avait été construit par le comte d'Aumale, Jean de Ponthieu. Il a été détruit par les Anglais en 1346. L'autre a appartenu à la famille Le Vasseur, est passé aux de Brestel (Brustel) jusqu'à la fin de l'Ancien régime[20].
- La localité fut dévastée par les Espagnols en 1636 et son château fut démoli[21].

- Le village d'aujourd'hui est parcouru de nombreux souterrains creusés en 1647 et 1648 : les muches. Des rues desservent  des cellules servant d'étables et de greniers. Chaque cellule était fermée à clé. Les habitants s'y réfugiaient en cas d'invasion[22].
- En 1648, l'échevinage a été reconstruit, preuve de droits communaux très anciens[19].
- Jusqu'à la Révolution, Hiermont a eu les mêmes seigneurs que Noyelles-sur-Mer[19].

Par arrêté préfectoral du 27 décembre 2016, la commune est détachée le 1er janvier 2017 de l'arrondissement d'Abbeville pour intégrer l'arrondissement d'Amiens.

## Politique et administration
| Période                                  | Période                      | Identité               | Étiquette | Qualité |
| ---------------------------------------- | ---------------------------- | ---------------------- | --------- | ------- |
| Les données manquantes sont à compléter. |                              |                        |           |         |
| 1945                                     | 1962                         | Marius de Saint Acheul |           |         |
| 1962                                     | 1971                         | César Duvauchelle      |           |         |
| 1971                                     | 1977                         | Daniel de Saint Acheul |           |         |
| 1977                                     | 1984                         | Philippe Mayu          |           |         |
| 1984                                     | 2001                         | Henri Hazenfratz       |           |         |
| mars 2001                                | 2008                         | Janine Deslandes       |           |         |
| mars 2008                                | 2014                         | Béatrice Mayu          | NC        |         |
| 2014                                     | mai 2020                     | Frédéric Duval         |           |         |
| mai 2020                                 | En cours (au 8 octobre 2020) | Audrey Carpentier      |           |         |

## Population et société

### Démographie
L'évolution du nombre d'habitants est connue à travers les recensements de la population effectués dans la commune depuis 1793. Pour les communes de moins de 10 000 habitants, une enquête de recensement portant sur toute la population est réalisée tous les cinq ans, les populations de référence des années intermédiaires étant quant à elles estimées par interpolation ou extrapolation. Pour la commune, le premier recensement exhaustif entrant dans le cadre du nouveau dispositif a été réalisé en 2006.

En 2022, la commune comptait 152 habitants, en évolution de +0,66 % par rapport à 2016 (Somme : −1,26 %, France hors Mayotte : +2,11 %).
| 1793 | 1800 | 1806 | 1821 | 1831 | 1836 | 1841 | 1846 | 1851 |
| ---- | ---- | ---- | ---- | ---- | ---- | ---- | ---- | ---- |
| 436  | 411  | 431  | 442  | 438  | 409  | 420  | 426  | 428  |

| 1856 | 1861 | 1866 | 1872 | 1876 | 1881 | 1886 | 1891 | 1896 |
| ---- | ---- | ---- | ---- | ---- | ---- | ---- | ---- | ---- |
| 426  | 417  | 432  | 414  | 402  | 365  | 321  | 313  | 301  |

| 1901 | 1906 | 1911 | 1921 | 1926 | 1931 | 1936 | 1946 | 1954 |
| ---- | ---- | ---- | ---- | ---- | ---- | ---- | ---- | ---- |
| 312  | 330  | 306  | 273  | 269  | 260  | 254  | 230  | 222  |

| 1962 | 1968 | 1975 | 1982 | 1990 | 1999 | 2006 | 2011 | 2016 |
| ---- | ---- | ---- | ---- | ---- | ---- | ---- | ---- | ---- |
| 208  | 207  | 185  | 165  | 171  | 167  | 129  | 141  | 151  |

| 2021 | 2022 | - | - | - | - | - | - | - |
| ---- | ---- | - | - | - | - | - | - | - |
| 152  | 152  | - | - | - | - | - | - | - |

### Enseignement
Le village n'a plus d'école. La compétence scolaire est gérée par la communauté de communes.

## Culture locale et patrimoine

### Lieux et monuments
- Les muches. Elles consistent en un réseau de galeries et de chambres souterraines creusées au XVIIe siècle pour protéger les populations, les récoltes et les biens des incursions françaises et des troupes espagnoles (toutes proches, la frontière était l'Authie). Les muches d'Hiermont, achevées en 1648, comportent 75 chambres réparties en deux rues. La rampe d'accès, près de l'église, d'une longueur de 25 mètres, est maçonnée à redans.
- L'église Saint-Jean-Baptiste du XIIIe siècle, avec des voûtes à clefs pendantes du XVIe siècle et une tour du XVIIIe siècle. Au-dessus du portail d'entrée, se trouve la statue du saint patron avec sa peau de chameau et sa croix[31].
- La chapelle des Manâtres  ou chapelle Manâtre. Son nom pourrait venir de manium atrium, la demeure (ou le cimetière) des mânes (les âmes des morts pour les Romains). Datée du Xe siècle, des étymologistes prétendent que son nom signifie plutôt mont sacré[31].

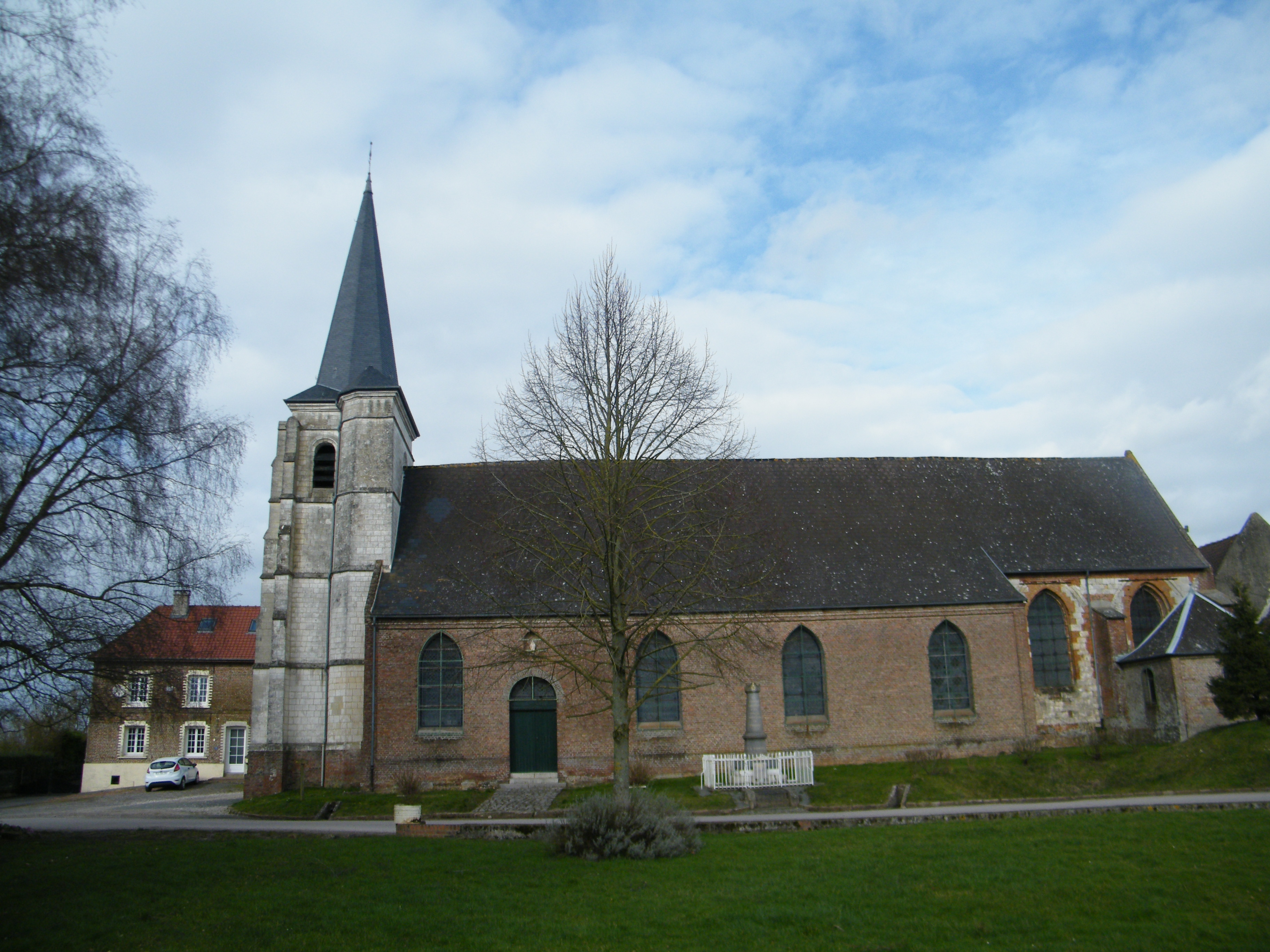
L'église façade sud.
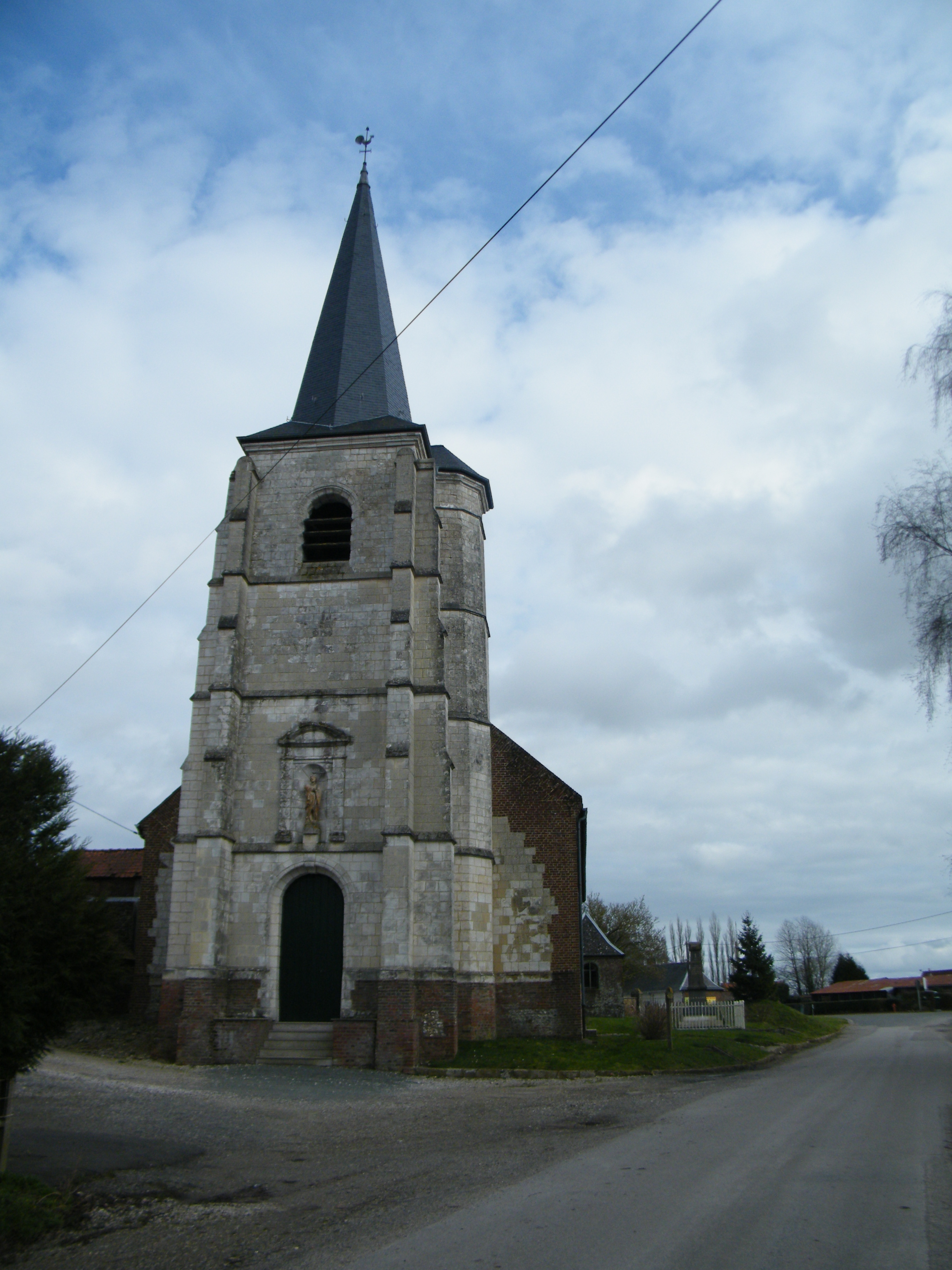
Le clocher.
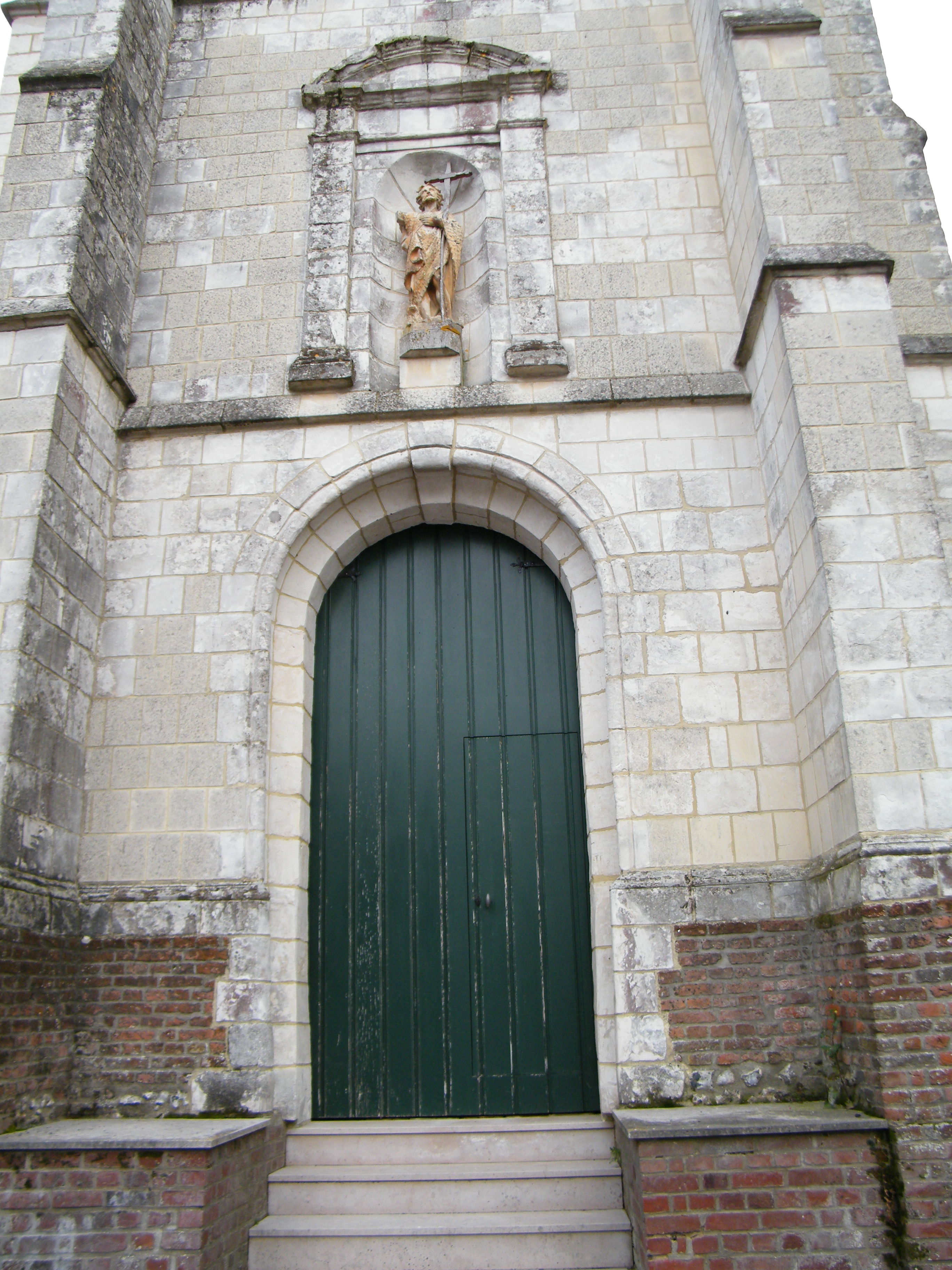
Portail de l'église, avec la statue du saint.
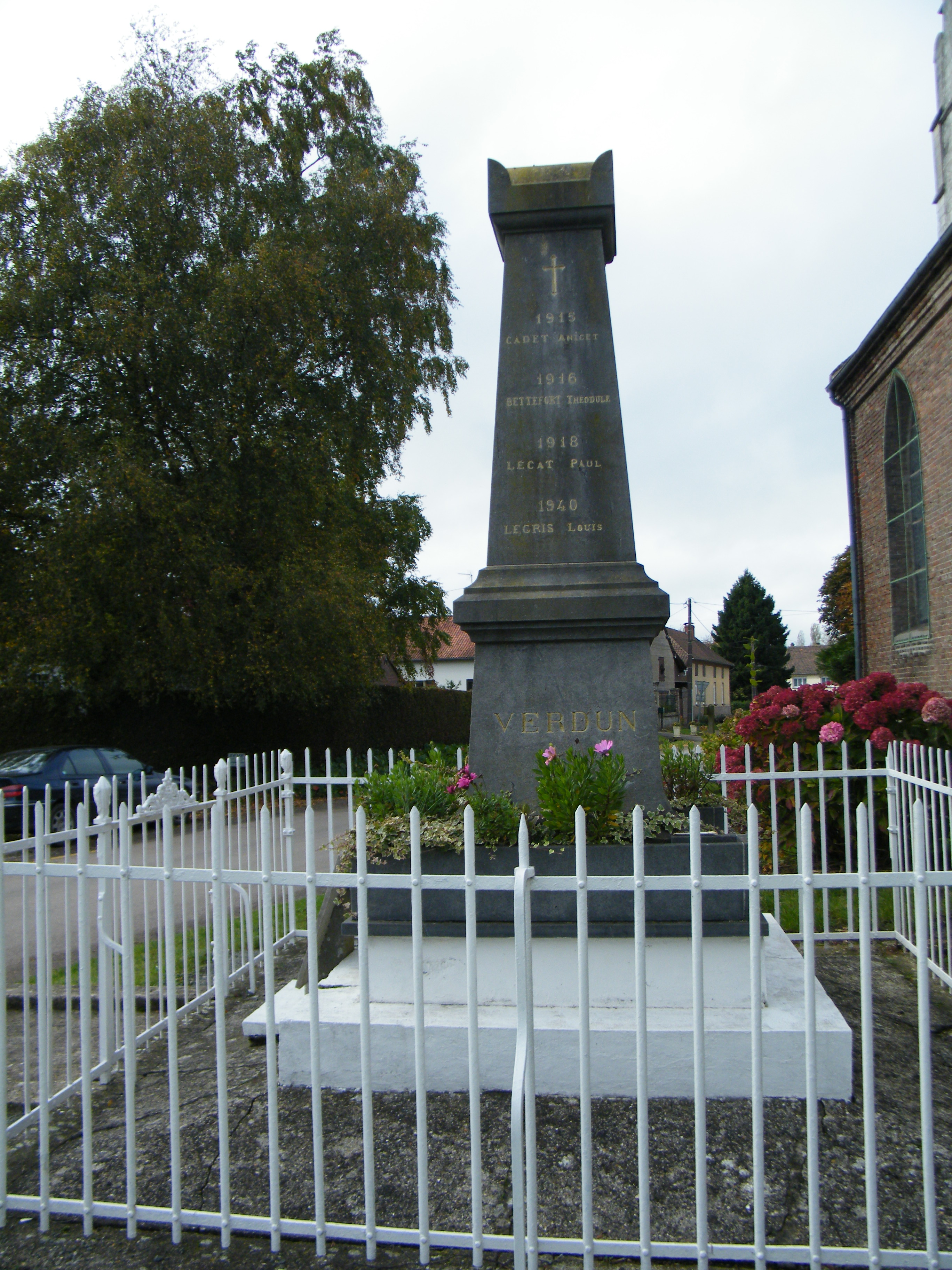
Monument aux morts.

### Héraldique
|  | Les armes de la commune furent gravées au XIXe siècle. Hiermont se vit octroyer une charte communale en 1192. Au XIIIe siècle, la commune possédait un sceau sur lequel était figuré un chevalier armé de toutes pièces avec la mention maiori.de.hiermont+sigillo. C'est vraisemblablement ce sceau qui donna naissance au blason,. Blasonnement : - d'azur au cavalier contourné d'argent armé, casqué et cuirassé du même, tenant de sa main dextre une lance pavillonnée de sinople, au cheval d'or, bardé et cuirassé aussi d'argent. |